# Тихий (Волгоградська область)
Тихий (рос. Тихий) — селище у Октябрському районі Волгоградської області Російської Федерації.
Населення становить 38 осіб. Входить до складу муніципального утворення Аксайське сільське поселення.

## Історія
Селище розташоване у межах українського історичного та культурного регіону Жовтий Клин.
Згідно із законом від 15 грудня 2004 року № 968-ОД  органом місцевого самоврядування є Аксайське сільське поселення.

## Населення
| 2010 |
| ---- |
| 38   |